# Utegenia shpinari
Utegenia shpinari è un tetrapode estinto, appartenente ai seymouriamorfi. Visse tra il Carbonifero superiore e il Permiano inferiore (circa 300 - 290 milioni di anni fa) e i suoi resti fossili sono stati ritrovati in Kazakistan e (forse) in Francia e in Cina. 

## Descrizione
Questo animale è noto grazie a oltre quattrocento esemplari ritrovati in un singolo giacimento in Kazakistan, ed è quindi possibile ricostruirne l'aspetto con dovizia di particolari. Come molti animali appartenenti ai seymouriamorfi, Utegenia doveva avere l'aspetto di una grossa salamandra. I fossili, inoltre, documentano una serie di crescita che parte dallo stadio larvale per arrivare a esemplari subadulti. Questa serie ontogenetica mostra che gli archi neurali si ossificavano prima dei centri vertebrali, e che le branchie esterne scomparivano quando il cranio raggiungeva la lunghezza di circa 1,5 centimetri. In ogni caso, la scarsa ossificazione dello scheletro suggerisce che non è stato rinvenuto nessun esemplare completamente maturo. La lunghezza cranica degli esemplari variava da 1 a 3,5 centimetri (Kuznetsoz e Ivakhnenko, 1981).
Le prime ricostruzioni di Utegenia mostravano un cranio molto largo, ma studi più recenti hanno indicato che il cranio era leggermente più stretto; la scatola cranica è pressoché sconosciuta, poiché i suoi elementi endocondrali erano cartilaginei e non si sono fossilizzati. Il parasfenoide era largo, triangolare e coperto da denticoli. Utegenia possedeva un tronco moderatamente lungo, con 28 vertebre presacrali (tre o quattro in più che negli altri seymouriamorfi). Gli archi neurali erano appaiati e disarticolati dai pleurocentri anche negli esemplari più grandi, ma ciò è probabilmente una caratteristica giovanile. Lo scheletro appendicolare è poco conosciuto a causa della scarsa ossificazione; la scapola era quasi circolare. La parte terminale delle zampe era cartilaginea. Utegenia possedeva scaglie circolari su gran parte del corpo, come altri seymouriamorfi (ad esempio Discosauriscus). Erano presenti scaglie romboidali in posizione ventrale, e vi era un contatto tra ossa postorbitali e sopratemporali.

## Classificazione
Utegenia venne descritto per la prima volta nel 1981, sulla base di fossili ritrovati nella regione di Alama-Ata nel Kazakistan meridionale. Successivamente, nel 1984, vennero descritti fossili provenienti dalla provincia dello Xinjiang in Cina come Urumqia liudaowanensis, ma nel 1987 questi fossili vennero attribuiti a Utegenia. altri fossili provenienti dal giacimento di Autun (Francia) e noti come Promelanerpeton sacheti potrebbero appartenere a Utegenia. 

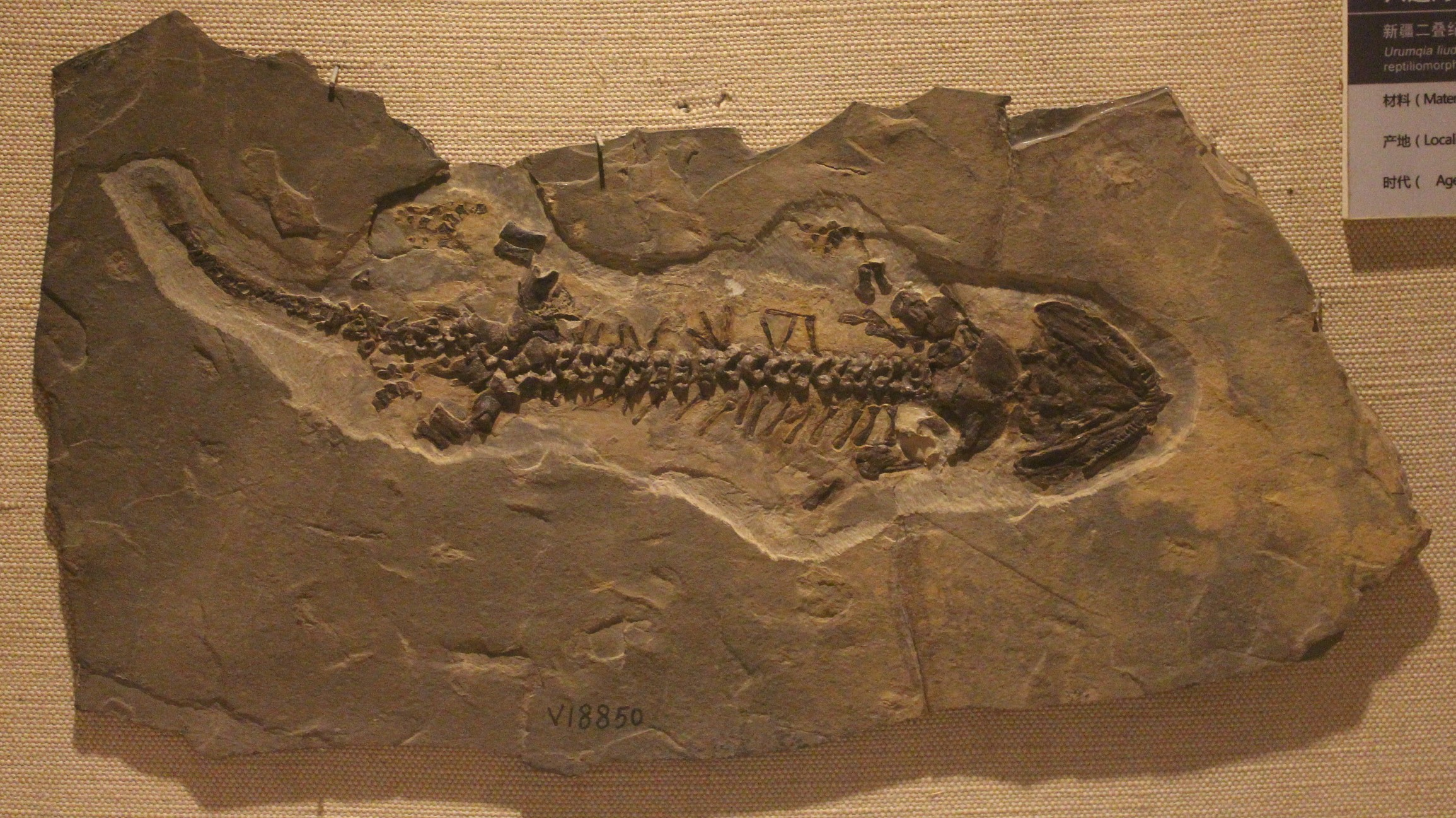
Fossile di Urumqia (=Utegenia)

In ogni caso, Utegenia e le forme simili appartengono a un ramo basale dei seymouriamorfi, un gruppo di tetrapodi tipici del Permiano, spesso inclusi tra i rettiliomorfi. Alcune caratteristiche (come il contatto tra postorbitale e sopratemporale, e la presenza di scaglie romboidali ventrali) suggeriscono che Utegenia non fosse strettamente imparentato con Discosauriscus, Ariekanerpeton e Seymouria, ma che fosse in qualche modo ancestrale a essi.